# Mont-Saint-Jean (Sarthe)
 Mont-Saint-Jean  es una población y comuna francesa, situada en la región de Países del Loira, departamento de Sarthe, en el distrito de Mamers y cantón de Sillé-le-Guillaume.

## Demografía
| 1044 | 925 | 792 | 670 | 638 | 604 |
| Para los censos de 1962 a 1999 la población legal corresponde a la población sin duplicidades (Fuente: INSEE [Consultar]) |     |     |     |     |     |